# Der Bestatter
Der Bestatter ist eine von Snakefilm GmbH, im Auftrag von SRF produzierte Deutschschweizer Fernsehserie über den Bestatter Luc Conrad, der als ehemaliger Kriminalpolizist das Bestattungsinstitut seines verstorbenen Vaters in Aarau übernommen hat. Als Bestatter trifft er immer wieder auf aussergewöhnliche Todesfälle (agT) und beteiligt sich an den Ermittlungen.
Im April 2023 startete Der Bestatter – Der Film in den Schweizer Kinos. Am 12. November 2023 folgte die Erstausstrahlung im Schweizer Fernsehen SRF.

## Überblick
Die erste Staffel der Serie besteht aus vier Folgen und wurde im Januar 2013 auf SRF 1 ausgestrahlt. Im Juni 2013 begannen die Dreharbeiten für die zweite Staffel, bestehend aus sechs Folgen. Die Ausstrahlung erfolgte vom 7. Januar 2014 bis 11. Februar 2014.
SRF bezeichnete die Serie am 12. Februar 2014 als «einmalige Erfolgsgeschichte» und gab bekannt, was es dazu bewog, im Sommer 2014 eine dritte Staffel bestehend aus sechs Folgen zu drehen, die ab 6. Januar 2015 ausgestrahlt wurde. Ab dem 8. Januar 2015 startete unter dem Namen «Le Croque-mort» die Ausstrahlung in einer französisch synchronisierten Fassung auf dem Welschschweizer Sender RTS Un. Am 15. Januar 2015 gab das Schweizer Fernsehen bekannt, dass die Krimiserie nach der Ausstrahlung in Deutschland und Kanada nun ausserdem in den USA unter dem Titel «The Undertaker» zu sehen sein wird. Der amerikanische Sender MHz Networks kaufte die Rechte an der Serie.
Für die Ausstrahlung im deutschen Fernsehen wurde die Serie auf Standarddeutsch synchronisiert und die ersten zwei Staffeln vom 22. April 2015 bis 24. Juni 2015 im WDR ausgestrahlt. Diese Synchronisation strahlte der Sender 3sat auch aus, übersprang aber die erste Staffel.
Von Anfang Juni bis Mitte September 2015 fanden die Dreharbeiten für die vierte Staffel statt. Diese sechs Folgen wurden ab 5. Januar 2016 jeweils dienstags im Schweizer Fernsehen ausgestrahlt.
Die Dreharbeiten zur fünften Staffel begannen am 6. Juni 2016 und dauerten bis zum 20. September 2016. Die sechs Folgen der fünften Staffel wurden ab 3. Januar 2017 jeweils dienstags auf SRF 1 ausgestrahlt.
Am 8. März 2017 gab SRF bekannt, dass es eine sechste Staffel geben wird. Der Drehstart war am 18. Juni und dauerte bis zum 3. Oktober 2017. Die sechs Folgen der sechsten Staffel wurden ab 2. Januar 2018 jeweils dienstags auf SRF 1 ausgestrahlt.
Am 24. Januar 2018 gab SRF bekannt, dass es eine siebte Staffel geben wird. Wie am 11. Juni des gleichen Jahres bekannt wurde, wird dies die letzte Staffel sein. Der Drehstart dazu war am 17. Juni 2018.
Alle Staffeln erschienen bei Praesens-Film auf DVD, die ersten drei Staffeln erschienen auch bei Koch Media zusätzlich mit der hochdeutschen Fassung.
Seit Anfang 2023 sind die Staffeln 1 bis 4 auf Netflix in der hochdeutschen Fassung verfügbar, seit Januar 2024 auch die restlichen 3 Staffeln.

## Figuren

### Luc Conrad
Die Titelfigur Luc Conrad wird von Mike Müller gespielt. Luc Conrad war leitender Ermittler bei der Aargauer Kantonspolizei. Nach dem Mord an seinem besten Arbeitskollegen Bernhard Mäder wurde er als Hauptverdächtiger unschuldig verhaftet. Der Mordfall konnte nie aufgeklärt werden und Luc verliess die Polizei, obwohl er nicht verurteilt wurde. Es ist nicht klar, ob er dies freiwillig tat. Danach verbrachte er einige Zeit im Ausland, um sich weiterzubilden. Als sein Vater starb, übernahm er in dritter Generation dessen Bestattungsunternehmen.
Da er nun täglich mit Todesfällen zu tun hat, trifft er auch oft auf Todesfälle mit kriminellem Hintergrund. Obwohl er den Polizeiberuf aufgegeben hat, beteiligt er sich an den Ermittlungen.

### Anna-Maria Giovanoli
Kommissarin Anna-Maria Giovanoli (40), gespielt von Barbara Terpoorten, ist die Nachfolgerin und ehemalige Kollegin von Luc Conrad. Beide führten bis zum Mordfall Mäder eine Beziehung, die jedoch daran in die Brüche ging. Da beide nicht ganz über ihr Liebes-Aus hinweg sind, entsteht ein spezielles Verhältnis zwischen den beiden, als sie beruflich wieder miteinander zu tun haben. Einerseits möchte sich Anna-Maria in ihrem neuen Job als Hauptkommissarin beweisen und kann es nicht ausstehen, dass ihr Ex-Freund und -Chef sich in ihre Fälle einmischt, anderseits beweist Luc eine grosse Sachkompetenz und kann durch den Kontakt mit Hinterbliebenen wertvolle Informationen liefern.
Am Ende der dritten Staffel wird bekannt, dass Anna-Marias Vater ihre Mutter vergewaltigt hat. Am Totenbett ihrer Mutter erfährt sie, wer ihr Vater ist. Am Ende der Staffel verschwindet sie spurlos. Danach wird als Cliffhanger gezeigt, wie sie in einen Keller eingesperrt von ihrem Halbbruder Mario eine Mahlzeit hingestellt bekommt.

### Fabio Testi
Fabio Testi (23), verkörpert durch Reto Stalder, wird in der ersten Folge beim Bestattungsinstitut Conrad als Praktikant eingestellt. Als Angehöriger der Gothic-Kultur fällt er besonders durch sein Outfit, aber auch durch besondere Ansichten zum Thema Tod auf. Seine zum Teil unorthodoxen Aktionen, wie zum Beispiel der Transport eines Babysarges in einem Linienbus, zeigen eine Unbefangenheit im Umgang mit dem Tod. Er fährt leidenschaftlich gerne Auto, am liebsten schnell. Er ist nebenbei Leadsänger in einer Band.
Zu Beginn der 5. Staffel hat Fabio seine Ausbildung erfolgreich abgeschlossen und darf sich «Bestatter/in mit eidg. Fachausweis BBT» nennen. Daraufhin wird er von Luc Conrad zu dessen Geschäftspartner ernannt und das Bestattungsinstitut in „Conrad & Testi“ umbenannt.

### Erika Bürgisser
Die etwas spiessige Erika Bürgisser wird von Suly Röthlisberger gespielt. Erika Bürgisser arbeitete schon im Institut Conrad, als Luc noch ein Kind war. Sie schaut im Institut zum Rechten und ist öfters das schlechte Gewissen von Luc, wenn er durch seine Ermittlungen mal wieder seine Arbeit vernachlässigt. In der dritten Folge der zweiten Staffel stellt sich heraus, dass Erika Lucs krebskranke Mutter bis zum Tod gepflegt hat und die heimliche Geliebte von Lucs Vater war.

### Reto Doerig
Reto Doerig ist Kriminalfahnder und direkter Untergebener von Anna-Maria Giovanoli. Er wird von Samuel Streiff gespielt. Seit er bei der Neuvergabe des Chefpostens von Luc übergangen wurde, ist er auf diesen nicht mehr gut zu sprechen. Trotzdem ist er, als Luc in Schwierigkeiten steckt, sehr loyal und hilft ihm, wo er nur kann. Luc ist der Taufpate seiner Tochter Vanessa.

### Alois Semmelweis
Dr. Alois Semmelweis ist ein Wiener Pathologe am Institut für Gerichtsmedizin, der in der ersten Staffel frisch von der Uni kam und sehr klischeehaft die sachlich-kühle Art vieler Pathologen parodierte. In einer Art Cliffhanger wurde er in der letzten Szene der zweiten Staffel von unbekannten Tätern niedergeschossen, überlebte jedoch das Attentat. Gespielt wird er von Martin Ostermeier.

### Weitere Figuren
Paul Odermatt † war in der ersten Staffel Staatsanwalt des Kantons Aargau und wurde von Christoph Gaugler gespielt. Als in der vierten Folge bekannt wurde, dass er in mehrere Morde verstrickt war, die er in seiner Funktion als Staatsanwalt gut vertuschen konnte, beging er Suizid. Der 20-jährige Odermatt in der Flashback-Szene wurde von Gabriel da Silva dargestellt.
Pedro Lambert † taucht in der ersten Folge der zweiten Staffel erstmals auf. Er ist Bundespolizist aus Lausanne mit Fachgebiet Menschen- und Organhandel. In der letzten Folge der dritten Staffel wird er von Louis Lauener niedergeschossen. Dargestellt wird er von Carlos Leal.
Louis Lauener † betrieb mit seinem verstorbenen Bruder eine Sockenfabrik. Der ehemalige Oberst tritt das erste Mal in der zweiten Staffel auf. Obwohl er von der Polizei des Organhandels überführt wird, wird er nach einem Jahr im Zuge einer verdeckten Ermittlung aus polizeitaktischen Gründen aus der Haft entlassen. Auch in der dritten Staffel ist er der grosse Hintermann. In der letzten Folge der dritten Staffel wird er von Anna-Maria Giovanoli erschossen. Gespielt wurde er von Mathias Gnädinger.
Max Lauener † (Bruder von Louis Lauener) taucht zum ersten Mal in der 1. Folge der 2. Staffel auf. Luc Conrad bestattete ihn noch in derselben Folge. Er war der Auslöser des Falles «Organhandel in Aarau», über den die ganze Staffel über ermittelt worden war.

## Besetzung und Synchronisation
| Hauptdarsteller                                   | Hauptdarsteller        | Hauptdarsteller      | Hauptdarsteller | Hauptdarsteller | Hauptdarsteller | Hauptdarsteller | Hauptdarsteller | Hauptdarsteller | Hauptdarsteller | Hauptdarsteller       |
| Figur                                             | Darsteller             | Dt. Synchronsprecher | 1               | 2               | 3               | 4               | 5               | 6               | 7               | Auftritte             |
| ------------------------------------------------- | ---------------------- | -------------------- | --------------- | --------------- | --------------- | --------------- | --------------- | --------------- | --------------- | --------------------- |
| Luc Conrad                                        | Mike Müller            | Douglas Welbat       | •               | •               | •               | •               | •               | •               | •               | 1.01–7.06             |
| Anna-Maria Giovanoli                              | Barbara Terpoorten     | Kathrin Gaube        | •               | •               | •               | •               | •               | •               | •               | 1.01, 1.03–7.06       |
| Fabio Testi                                       | Reto Stalder           | Tim Schwarzmaier     | •               | •               | •               | •               | •               | •               | •               | 1.01–7.06             |
| Erika Bürgisser                                   | Suly Röthlisberger     | Suly Röthlisberger   | •               | •               | •               | •               | •               | •               | •               | 1.01–7.06             |
| Reto Doerig                                       | Samuel Streiff         | Markus Pfeiffer      | •               | •               | •               | •               | •               | •               | •               | 1.01–7.06             |
| Dr. Alois Semmelweis                              | Martin Ostermeier      | nicht synchronisiert | •               | •               | •               | •               | •               | •               | •               | 1.01–1.03, 2.01–7.06  |
| Nebendarsteller                                   |                        |                      |                 |                 |                 |                 |                 |                 |                 |                       |
| Figur                                             | Darsteller             | Dt. Synchronsprecher | 1               | 2               | 3               | 4               | 5               | 6               | 7               | Auftritte             |
| Paul Odermatt †                                   | Christoph Gaugler      |                      | ·               |                 |                 |                 |                 |                 |                 | 1.01–1.04             |
| Pedro Lambert †                                   | Carlos Leal            |                      |                 | ·               | ·               |                 |                 |                 |                 | 2.01–3.06             |
| Louis Lauener †                                   | Mathias Gnädinger      | Norbert Gastell      |                 | ·               | ·               |                 |                 |                 |                 | 2.01, 2.06, 3.01–3.06 |
| Leonie Lauener †                                  | Vera Bommer            | Eva-Maria Reichert   |                 | ·               |                 |                 |                 |                 |                 | 2.01                  |
| Eva Ciobanu                                       | Marina Grankova        |                      |                 | ·               |                 |                 |                 |                 |                 | 2.01–2.6              |
| Polina Ciobanu                                    | Karina Perez Choutko   |                      |                 | ·               |                 |                 |                 |                 |                 | 2.01–2.6              |
| Gheorgi Ciobanu                                   | Joel Singh             |                      |                 | ·               |                 |                 |                 |                 |                 | 2.01                  |
| Dragana                                           | Tatjana Werik          | Anna Ewelina         |                 | ·               |                 |                 |                 |                 |                 | 2.01, 2.02, 2.06      |
| Emily Loser                                       | Meret Bodamer          | Tatjana Pokorny      |                 | ·               |                 |                 |                 |                 |                 | 2.04                  |
| Bianca Moreno                                     | Stéphanie Berger       | Tatjana Pokorny      |                 |                 | ·               |                 |                 |                 |                 | 3.03                  |
| Ardite Mirakaj                                    | Jessy Moravec          | Ilena Gwisdalla      |                 |                 | ·               |                 |                 |                 |                 | 3.02                  |
| Stella Duchamp †                                  | Claudia Gallo          |                      |                 |                 | ·               |                 |                 |                 |                 | 3.01–3.04             |
| Mario Giovanoli †                                 | Martin Rüegg           | Patrick Schröder     |                 |                 |                 | ·               |                 |                 |                 | 4.01–4.06             |
| Schwarzkittel                                     | Peter Freiburghaus     | Erich Ludwig         |                 |                 |                 | ·               |                 |                 |                 | 4.01–4.06             |
| Karin Geiser                                      | Mona Petri             | Mona Petri           |                 |                 |                 | ·               |                 |                 |                 | 4.01–4.06             |
| Sebastian Lötscher †                              | Roeland Wiesnekker     |                      |                 |                 |                 |                 | ·               |                 |                 | 5.01–5.06             |
| Tobias Hefti                                      | Ralph Gassmann         |                      |                 |                 |                 |                 | ·               |                 |                 | 5.01–5.06             |
| Katharina Pulver                                  | Judith Hofmann         |                      |                 |                 |                 |                 | ·               |                 |                 | 5.01–5.06             |
| Irene Blumer                                      | Sarah Hostettler       |                      |                 |                 |                 |                 | ·               |                 |                 | 5.01–5.06             |
| Hannes Blumer                                     | Oliver Bürgin          |                      |                 |                 |                 |                 | ·               |                 |                 | 5.01–5.05             |
| Judith Luginbühl                                  | Sabina Schneebeli      |                      |                 |                 |                 |                 | ·               |                 |                 | 5.03–5.06             |
| Jonathan Widmer                                   | Simon Käser            |                      |                 |                 |                 |                 | ·               |                 |                 | 5.05                  |
| Josef Mankovsky                                   | Peter Lohmeyer         |                      |                 |                 |                 |                 |                 | ·               |                 | 6.01–6.06             |
| Andreas Behringer †                               | Fabian Krüger          |                      |                 |                 |                 |                 |                 | ·               |                 | 6.01–6.06             |
| Mia Lehmann †                                     | Bettina Stucky         |                      |                 |                 |                 |                 |                 | ·               |                 | 6.01–6.06             |
| Beat Flückiger †                                  | Stefan Graf            |                      |                 |                 |                 |                 |                 | ·               |                 | 6.01–6.04             |
| Veronika Beyeler                                  | Rachel Braunschweig    |                      |                 |                 |                 |                 |                 | ·               |                 | 6.01–6.06             |
| Niklas Berghoff                                   | Michael Neuenschwander |                      |                 |                 |                 |                 |                 | ·               |                 | 6.01, 6.03–6.06       |
| Lilly Berghoff †                                  | Tabea Buser            |                      |                 |                 |                 |                 |                 | ·               |                 | 6.02–6.06             |
| Ignaz Semmelweis                                  | Helmut Berger          |                      |                 |                 |                 |                 |                 | ·               |                 | 6.03–6.06             |
| Lara Hauser †                                     | Annina Walt            |                      |                 |                 |                 |                 |                 |                 | ·               | 7.01–7.06             |
| Max Hauser                                        | Jonas Götzinger        |                      |                 |                 |                 |                 |                 |                 | ·               | 7.01–7.06             |
| Anatol Gisler                                     | Martin Rapold          |                      |                 |                 |                 |                 |                 |                 | ·               | 7.01–7.06             |
| Vanessa Doerig                                    | Chantal Dubs           |                      |                 |                 |                 |                 |                 |                 | ·               | 7.02–7.06             |
| Legende: Hauptrolle (•) bzw. Neben-/Gastrolle (·) |                        |                      |                 |                 |                 |                 |                 |                 |                 |                       |

## Aufbau der Episoden
Die meisten Folgen beginnen mit einem aussergewöhnlichen Todesfall, zu dem das Bestattungsinstitut Conrad gerufen wird. In allen Folgen bearbeitet Luc mehrere Todesfälle, vernachlässigt jedoch die normalen Fälle und überlässt sie dem Mitarbeiter Fabio Testi, dem er von Beginn weg ein grosses Vertrauen entgegenbringt. In allen Staffeln wird jeweils ein grösserer Kriminalfall über die ganze Staffel hinweg aufgelöst.

## Rezeption
Die Kritik zur Serie fällt unterschiedlich aus. So wurde von einigen Medien kritisiert, dass Mike Müller und Barbara Terpoorten nicht gut harmonieren. Die Liebesbeziehung wirke unecht.
Die Schweizer Bischofskonferenz hob hervor, wie selbstverständlich und würdevoll mit dem Thema Tod umgegangen werde, kritisierte jedoch die Tatsache, dass in der ganzen ersten Staffel kein Pfarrer vorkomme.
Mehrere Medien bemängelten, dass viele Szenen in Zürich gedreht wurden und nicht gemäss der Geschichte in Aarau. Einerseits residiert das Bestattungsunternehmen Conrad am Zürichberg, anderseits kommen bei einem Raserunfall zitronengelbe Feuerwehrautos zum Einsatz, die nur im Kanton Zürich üblich sind. Einige Szenen in der vierten Folge der ersten Staffel wurden am Zürichsee gedreht, obwohl es im Aargau einen See gibt (Hallwilersee). Ab der zweiten Staffel wurde die Produktion von Aargau Tourismus unterstützt mit der Bedingung, öfter im Kanton Aargau zu filmen.
Die Serie wurde bei den folgenden Auszeichnungen berücksichtigt:
Prix Walo 2014
- Prix Walo in der Sparte „beste TV-Produktion“
- Prix Walo in der Sparte „bester Schauspieler“ für Mike Müller

Schweizer Fernsehfilmpreis 2014
- Preis für die beste weibliche Hauptrolle in Der Bestatter für Barbara Terpoorten-Maurer

Schweizer Fernsehfilmpreis 2017
- Spezialpreis für die Hauptrolle in Der Bestatter für Mike Müller